# Зепалов, Пётр Николаевич
Пётр Никола́евич Зепа́лов (20 июля (1 августа) 1892, Великий Устюг — 22 октября (4 ноября) 1918, Великий Устюг) — российский криминолог, социолог, криминальный статистик. Близкий друг П. А. Сорокина.

## Биография
Пётр Николаевич Зепалов родился в 1892 году в купеческой семье.
В 1902 году поступил в Великоустюжскую мужскую гимназию, после окончания которой в 1910 году поступает на юридический факультет Санкт-Петербургского университета. В 1911 году был арестован и исключён из университета за участие в студенческих выступлениях, поводом для которых стала смерть Л. Н. Толстого. В следующем году П. Н. Зепалов восстанавливается в университете. В 1915 году был снова арестован и лишён вида на жительство в Петрограде, после чего перевёлся на юридический факультет Московского университета. Окончил в 1917 году юридический факультет Московского университета, сдал успешно государственные экзамены в юридической испытательной комиссии, представив зачётное сочинение, и по ходатайству профессора С. В. Познышева, поддержанного 18.05.1917 г. факультетом, был оставлен при университете по кафедре уголовного права. В 1917 году П. Н. Зепалов возвращается в Великий Устюг.
С 1917 по 1918 г.г. П. Н. Зепалов был издателем и редактором социал-демократической газеты «Волна» в Великом Устюге, кандидатом в Учредительное Собрание по списку социал-демократов Вологодской губернии. До Октябрьского переворота 1917 года был комиссаром губернской юстиции в Великом Устюге. В 1918 году был арестован как участник сопротивления большевистской диктатуре и в ночь на 4 ноября (по новому стилю) 1918 года расстрелян.
16 декабря 2003 года П. Н. Зепалов был посмертно реабилитирован Вологодской областной прокуратурой.

## Публикации
- Зепалов П. Н. Преступность пяти северо-восточных уездов Вологодской губернии за последние годы (1912—1915) // «Известия Вологодского общества изучения Северного Края», 1917, № 4, с. 36-47.
- Зепалов П. Н. Очерк истории уголовного законодательства о бродяжничестве и нищенстве во Франции (с предисловием профессора С. В. Познышева). — Великий Устюг: «Типография Седельниковых», 1917.
- Зепалов П. Н. Политическая роль Петроградского Совета рабочих и солдатских депутатов // «Волна», 1917, № 1.
- Зепалов П. Н. Мертворождённый декрет // «Волна», 1918, № 163.

## Интересные факты
- П. А. Сорокин в 1920 году опубликовал книгу «Система социологии», которую посвятил своим учителям М. М. Ковалевскому и Е. В. Де Роберти, а также своему расстрелянному другу — Петру Николаевичу Зепалову[2][3].